# فيكتور سيلاجي
فيكتور سيلاجي (بالألمانية: Viktor Szilágyi) مواليد 16 سبتمبر 1978 في بودابست، هو لاعب كرة يد نمساوي يلعب كوسط مدافع. يلعب حاليا مع نادي برقيشر لكرة اليد. مثل منتخب النمسا لكرة اليد.

## سجل المنافسة
شارك في البطولات التالية:
- بطولة العالم لكرة اليد للرجال 2015
- بطولة أوروبا لكرة اليد للرجال 2014

## روابط خارجية
- فيكتور سيلاجي على موقع الاتحاد الأوروبي لكرة اليد (الإنجليزية)
- فيكتور سيلاجي على موقع نادي كيل لكرة اليد (الألمانية)